# La Mamma
La Mamma é uma minissérie brasileira produzida e exibida pela TV Globo de 8 a 12 de outubro de 1990, em 5 capítulos.
É baseada na peça homônima de André Roussin (1957), uma adaptação teatral do romance O Belo Antônio, de Vitaliano Brancati (1907-1954). A peça de Roussin também foi adaptada para a TV por Augusto César Vanucci e Paulo Figueiredo, com roteiro de João Bethencourt e direção de Vanucci.

## Sinopse
Em 1920, La Mamma, uma mãezona que enfrenta a pacata cidade mineira de Bom Jesus da Moóca, lotada de maridos preocupados com a chegada de seu filho Manfredo Antônio. O jovem desperta a tentação em todas as mulheres que encontra em seu caminho. Com medo que o rapaz desperte o interesse em suas esposas, os maridos ciumentos da cidade, reunidos no "Clube dos Cornos", contratam um pistoleiro profissional para recebê-lo.
Mas sua volta à cidade natal acontece para descansar de um trauma. Na cidade do Rio de Janeiro o garanhão viu seus poderes de sedutor fracassarem. Ao saber do complô armado contra o filho, a Mamma faz tudo para protegê-lo. Aconselhada pelo espírito do falecido marido Manfredão, decide promover o casamento do filho com Soninha, para pôr fim à sua fama de conquistador.
Mas depois do casamento, a preocupação da Mamma passa a ser a reputação de Manfredo Antônio, que não cumpre seus deveres de marido.

## Elenco
| Interprete              | Personagem                     |
| ----------------------- | ------------------------------ |
| Dercy Gonçalves         | Dona Rosária (Mamma)           |
| César Filho             | Manfredo Antônio               |
| Hélio Souto             | Manfredão                      |
| Cristina Bittencourt    | Soninha                        |
| Paulo Figueiredo        | Paulinho                       |
| Cláudio Corrêa e Castro | Padre Giovani                  |
| Ilka Soares             | Naná                           |
| Yara Lins               | Giuseppina                     |
| Castrinho               | Faustino                       |
| Homero Kossac           | Dr. Tarquínio                  |
| Sylvia Massari          | Zeferina                       |
| Augusto Olímpio         | Sinval Boquinha                |
| Luiz Carlos Braga       | Dino                           |
| Clarice Piovesan        | Fantasiota                     |
| Lafayette Galvão        | Presidente do Clube dos Mansos |
| José Vasconcellos       | Manoel                         |
| Leiloca                 | Epistolina                     |
| Solange Theodoro        | Felícia                        |
| Isaac Bardavid          | Etelvino                       |
| Ênio Santos             | Fuad                           |
| Paulo Fortes            | Stromboli                      |
| Katia Bronstein         | Roseta                         |
| Tony Ferreira           | Luigi Vampa                    |
| Rejane Goulart          | Irmã Gertrudes                 |
| Ken Kaneco              | Secretário do Clube dos Mansos |
| Lucy Fontes             | Helena                         |
| Joel Vaz                | Antenor                        |
| Ataíde Arcoverde        | Homem das Cabras               |
| Yaçanã Martins          | Mulher das Cabras              |
| Tim Rescala             | Pianista Narrador              |

## Produção
Dercy Gonçalves já havia feito La Mamma no teatro. Na minissérie, a trama conduzida por canções de Tim Rescala, foi transportada para uma pacata cidade de Minas Gerais. Praticamente todas as cenas foram gravadas na cidade de Tiradentes , com figurantes locais, além de atores de Belo Horizonte e São João del-Rei. Na cidade ambientada na década de 1920, a equipe de cenografia transformou o Colégio Municipal na "casa de La Mamma" e uma casa de família em bordéis, onde Naná (Ilka Soares) e suas polacas moravam. Mais de trezentos móveis antigos foram levados do Rio de Janeiro para Tiradentes, além de mais de quatrocentos quadros e adereços.